# Lejerbo
Lejerbo er en af Danmarks store administrationsorganisationer. Lige fra starten i 1944 har Lejerbo medvirket ved opførelse, udlejning, vedligeholdelse og modernisering af almene boliger overalt i Danmark. 
I dag administrerer og driver Lejerbo (organiseret i ca. 52 boligorganisationer) mere end ca. 35.000 almene boliger over hele landet.
Lejerbo er styret af et beboerdemokrati, hvor de enkelte afdelinger og organisationer igennem lokale bestyrelser er med til at beslutte i hvilken retning, Lejerbo skal udvikle sig.
Hovedkontoret er placeret på Gammel Køge Landevej i Valby, mens der er lokale regionskontorer i Aalborg, Holstebro, Kolding, Holbæk, Næstved og Brøndby.